# Aeropuerto de Poprad-Tatry
El Aeropuerto de Poprad-Tatry (en eslovaco: Letisko Poprad-Tatry) (IATA: TAT, OACI: LZTT) es un aeropuerto situado en la ciudad de Poprad, en Eslovaquia.
El aeropuerto sirve para vuelos chárter, de búsqueda y rescate, vuelos de aerolíneas y otros de la aviación general.
La terminal del aeropuerto posee un bar, una zona donde pueden rentarse vehículos y una oficina de cambios.

## Aerolíneas y destinos
| Aerolíneas        | Destinos                              |
| ----------------- | ------------------------------------- |
| Bul Air           | Chárter estacional: Burgas            |
| Corendon Airlines | Chárter estacional: Antalya           |
| Ryanair           | Londres–Stansted                      |
| Smartwings        | Chárter estacional: Antalya, Monastir |
| Wizz Air          | Londres–Luton                         |